# 獣医師国家試験
獣医師国家試験（じゅういしこっかしけん）とは、国家資格である、獣医師の免許を取得するための国家試験である。
獣医師法第16条第2項に基づいて行われる。農林水産省管轄。

## 受験資格
1. 学校教育法に基づく大学（短期大学を除く）において、獣医学の正規の課程（獣医学科・6年制）を修めて卒業した者
2. 昭和53年4月1日以降昭和59年3月31日までに新規に大学に入学し、改正法による改正前の学校教育法に基づく獣医学の正規の課程（以下「旧正規課程」という。）を修めて卒業し、かつ、学枚教育法に基づく大学院において獣医学の修士の課程を平成12年3月までに修了した者
3. 大学において旧正規課程を修めて、これを昭和28年3月以降昭和53年3月までに卒業した者
4. 昭和53年3月31日以前に大学に在学していた者であって、旧正規課程を修めて、これを昭和53年4月以降平成12年3月までに卒業した者。ただし、昭和53年4月1日以降新規に大学に入学し、旧正規課程を修めて、これを卒業した者を除く。
5. 外国の獣医学校を卒業し、又は外国で獣医師の免許を得た者であって、獣医師免許審議会又は獣医事審議会がaに掲げる者と同等以上の学力及び技能を有すると認定した者
6. 外国の獣医学校を卒業し、又は外国で獣医師の免許を得た者であって、獣医師免許審議会が3.に掲げる者と同等以上の学力及び技能を有すると、昭和58年3月31日以前に認定した者
7. 学校教育法第98条の規定により旧大学令（大正7年勅令第388号）による大学として存続した学校であって、獣医師免許審議会が認めたものの農学部獣医学科を昭和26年3月以降に卒業した者又は同条の規定により旧専門学校令（明治36年勅令第61号）による専門学校として存続した学校の獣医学科を昭和26年3月に卒業し、且つ、その学校の専攻科1年の課程を修め、これを昭和27年3月までに卒業した者
8. 獣医師法附則第6項、第7項若しくは第18項又は旧獣医師法（大正15年法律第53号）第1条の規定により獣医師の免許を受けた者であって、4年以上獣医師としての経験がある者
9. 獣医師国家試験予備試験に合格した者

## 試験日・合格発表日
- 試験日
  - 例年3月上旬の火曜・水曜
  - 2011年から2月下旬となったが、近年は2月中旬になっている。
- 合格発表日
  - 例年3月下旬
  - 2011年から3月中旬

## 試験地
- 北海道、東京都、福岡県

## 試験科目
- 必須問題 50問（平成22年から導入）
- 学説試験 160問
  1. 学説試験A（「獣医療の基本的事項」及び「獣医学の基本的事項」） 80問
    - 獣医療の基本的事項
      1. 獣医倫理と動物福祉（旧出題基準：獣医学全般．この項目については、ある判例を契機に平成20年実施の試験より問題数が増やされた）
      2. 関係法規（旧出題基準：家畜薬理学、獣医放射線学、家畜衛生学、獣医公衆衛生学、実験動物学．この項目についても上記の判例を契機に平成20年実施の試験より問題数が増やされた）

    - 獣医学の基本的事項
      1. 構造と機能（旧出題基準：家畜解剖学、家畜生理学、家畜生理化学、家畜微生物学、家畜臨床繁殖学）
      2. 薬理作用と毒性作用（旧出題基準：家畜薬理学、毒性学、実験動物学）
      3. 生殖と成熟（旧出題基準：家畜生理学、家畜臨床繁殖学）
      4. 病原体と寄生体（旧出題基準：家畜微生物学、家畜寄生虫(病)学）
      5. 発症機序と病理・病態（旧出題基準：家畜病理学、家畜微生物学、家畜外科学、家畜伝染病学）
      6. 主要症候（旧出題基準：家畜内科学、家畜外科学、家畜臨床繁殖学）
      7. 検査と診断（旧出題基準：家畜病理学、家畜微生物学、家畜寄生虫(病)学、家畜内科学、家畜外科学、家畜臨床繁殖学、獣医放射線学、家畜伝染病学）
      8. 治療と措置（旧出題基準：家畜内科学、家畜外科学、家畜臨床繁殖学、獣医放射線学）

  2. 学説試験B（「衛生学に関する事項」及び「獣医学の臨床的事項」） 80問
    - 衛生学に関する事項
      1. 公衆衛生と家畜衛生（旧出題基準：家畜微生物学、家畜寄生虫(病)学、家畜衛生学、家畜伝染病学、獣医公衆衛生学）
      2. 食品衛生（旧出題基準：家畜寄生虫(病)学、獣医公衆衛生学、魚病学）
      3. 人畜共通伝染病（旧出題基準：家畜寄生虫(病)学、家畜衛生学、獣医公衆衛生学、実験動物学、魚病学）
      4. 動物の飼育・衛生管理（魚類は除く。）（旧出題基準：家畜衛生学、家畜伝染病学、実験動物学）
      5. 魚類の飼育・衛生管理（旧出題基準：魚病学）
      6. 環境衛生（旧出題基準：家畜衛生学、獣医公衆衛生学、毒性学）

    - 獣医学の臨床的事項
      1. 感染症（旧出題基準：家畜薬理学、家畜病理学、家畜微生物学、家畜寄生虫(病)学、家畜内科学、家畜外科学、家畜臨床繁殖学、家畜衛生学、家畜伝染病学、獣医放射線学）
      2. 中毒（旧出題基準：家畜薬理学、家畜病理学、家畜微生物学、家畜寄生虫(病)学、家畜内科学、家畜外科学、家畜臨床繁殖学、家畜衛生学、家畜伝染病学、獣医放射線学）
      3. 呼吸器系の疾患（旧出題基準：家畜薬理学、家畜病理学、家畜微生物学、家畜寄生虫(病)学、家畜内科学、家畜外科学、家畜臨床繁殖学、家畜衛生学、家畜伝染病学、獣医放射線学）
      4. 循環器系の疾患（旧出題基準：家畜薬理学、家畜病理学、家畜微生物学、家畜寄生虫(病)学、家畜内科学、家畜外科学、家畜臨床繁殖学、家畜衛生学、家畜伝染病学、獣医放射線学）
      5. 消化器系の疾患（旧出題基準：家畜薬理学、家畜病理学、家畜微生物学、家畜寄生虫(病)学、家畜内科学、家畜外科学、家畜臨床繁殖学、家畜衛生学、家畜伝染病学、獣医放射線学）
      6. 泌尿器系の疾患（旧出題基準：家畜薬理学、家畜病理学、家畜微生物学、家畜寄生虫(病)学、家畜内科学、家畜外科学、家畜臨床繁殖学、家畜衛生学、家畜伝染病学、獣医放射線学）
      7. 繁殖障害と生殖器系の疾患（旧出題基準：家畜薬理学、家畜病理学、家畜微生物学、家畜寄生虫(病)学、家畜内科学、家畜外科学、家畜臨床繁殖学、家畜衛生学、家畜伝染病学、獣医放射線学）
      8. 運動器系の疾患（旧出題基準：家畜薬理学、家畜病理学、家畜微生物学、家畜寄生虫(病)学、家畜内科学、家畜外科学、家畜臨床繁殖学、家畜衛生学、家畜伝染病学、獣医放射線学）
      9. 神経系の疾患（旧出題基準：家畜薬理学、家畜病理学、家畜微生物学、家畜寄生虫(病)学、家畜内科学、家畜外科学、家畜臨床繁殖学、家畜衛生学、家畜伝染病学、獣医放射線学）
      10. 感覚器系の疾患（旧出題基準：家畜薬理学、家畜病理学、家畜微生物学、家畜寄生虫(病)学、家畜内科学、家畜外科学、家畜臨床繁殖学、家畜衛生学、家畜伝染病学、獣医放射線学）
      11. 血液・造血器系の疾患（旧出題基準：家畜薬理学、家畜病理学、家畜微生物学、家畜寄生虫(病)学、家畜内科学、家畜外科学、家畜臨床繁殖学、家畜衛生学、家畜伝染病学、獣医放射線学）
      12. 内分泌・代謝系の疾患（旧出題基準：家畜薬理学、家畜病理学、家畜微生物学、家畜寄生虫(病)学、家畜内科学、家畜外科学、家畜臨床繁殖学、家畜衛生学、家畜伝染病学、獣医放射線学）
      13. 皮膚の疾患（旧出題基準：家畜薬理学、家畜病理学、家畜微生物学、家畜寄生虫(病)学、家畜内科学、家畜外科学、家畜臨床繁殖学、家畜衛生学、家畜伝染病学、獣医放射線学）
      14. 乳房・乳腺の疾患（旧出題基準：家畜薬理学、家畜病理学、家畜微生物学、家畜寄生虫(病)学、家畜内科学、家畜外科学、家畜臨床繁殖学、家畜衛生学、家畜伝染病学、獣医放射線学）
      15. 新生子の疾患（旧出題基準：家畜薬理学、家畜病理学、家畜微生物学、家畜寄生虫(病)学、家畜内科学、家畜外科学、家畜臨床繁殖学、家畜衛生学、家畜伝染病学、獣医放射線学）*実地試験 120問

1. 実地試験C（「衛生学に関する事項」及び「獣医学の臨床的事項」） 60問
2. 実地試験D（「衛生学に関する事項」及び「獣医学の臨床的事項」） 60問

実際の試験は2日間にわたって行われ、1日目は午前中に学説試験A、午後に必須問題および学説試験B、2日目は午前中に実地試験C、午後に実地試験Dの順で行われる。

## 合格基準
合格基準については必須問題：70％、学説試験および実施試験：60％を基準としている。

## 合格率
合格率は高く、新卒で約90％、既卒も含めると全体で約80％程度。合格者数は毎年1000人前後と安定している。
- 第67回獣医師国家試験（平成28年） － 合格率 78.8%
- 第66回獣医師国家試験（平成27年） － 合格率 75.6%
- 第65回獣医師国家試験（平成26年） － 合格率 81.7%
- 第64回獣医師国家試験（平成25年） － 合格率 81.8%
- 第63回獣医師国家試験（平成24年） － 合格率 83.7%
- 第62回獣医師国家試験（平成23年） － 合格率 82.5%
- 第61回獣医師国家試験（平成22年） － 合格率 84.1%
- 第60回獣医師国家試験（平成21年） － 合格率 77.9%
- 第59回獣医師国家試験（平成20年） － 合格率 79.4%

## 獣医学部（学科）を持つ日本の大学

### 国公立
- 北海道大学
- 東京大学
- 東京農工大学
- 鳥取大学
- 宮崎大学
- 山口大学
- 岩手大学
- 大阪府立大学
- 帯広畜産大学
- 岐阜大学
- 鹿児島大学

### 私立
- 麻布大学
- 岡山理科大学
- 北里大学
- 日本大学
- 日本獣医生命科学大学
- 酪農学園大学